# Лимандус
Лиманду́с (фр. Limendous) — коммуна во Франции, находится в регионе Аквитания. Департамент — Атлантические Пиренеи. Входит в состав кантона Валле-де-л’Ус и дю Лагуэн. Округ коммуны — По.
Код INSEE коммуны — 64343.

## География

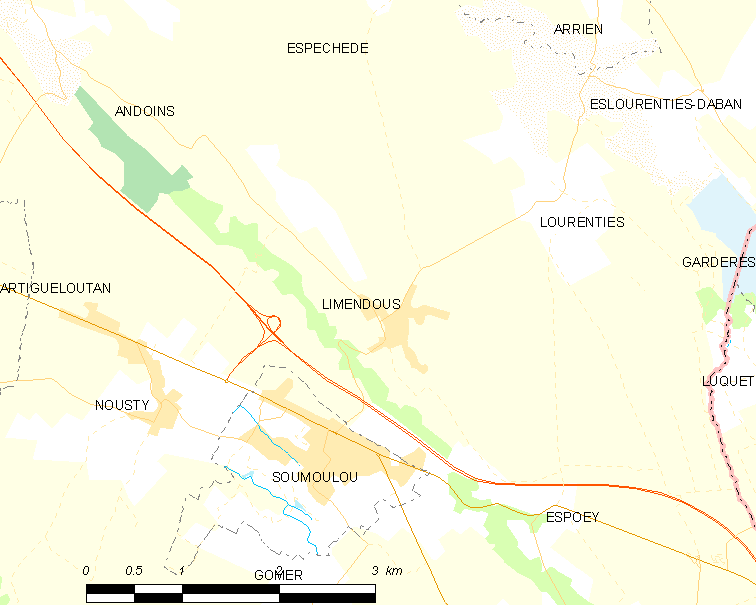
Карта коммуны

Коммуна расположена приблизительно в 650 км к югу от Парижа, в 180 км южнее Бордо, в 16 км к востоку от По.
По территории коммуны протекает река Люи-де-Франс.

### Климат
Климат тёплый океанический. Зима мягкая, средняя температура января — от +5°С до +13°С, температуры ниже −10 °C бывают редко. Снег выпадает около 15 дней в году с ноября по апрель. Максимальная температура летом порядка 20-30 °C, выше 35 °C бывает очень редко. Количество осадков высокое, порядка 1100 мм в год. Характерна безветренная погода, сильные ветры очень редки.

## Население
Население коммуны на 2010 год составляло 489 человек.
| 1962 | 1968 | 1975 | 1982 | 1990 | 1999 | 2010 |
| ---- | ---- | ---- | ---- | ---- | ---- | ---- |
| 221  | 235  | 277  | 320  | 340  | 381  | 489  |

## Администрация
| Период | Период | Фамилия          | Партия | Примечания |
| ------ | ------ | ---------------- | ------ | ---------- |
| 1995   | 2001   | Мишель Лонне     |        |            |
| 2001   | 2008   | Жаклин Лаберу    |        |            |
| 2008   | 2020   | Жан-Поль Лагаррю |        |            |

## Экономика
В 2010 году среди 312 человек трудоспособного возраста (15-64 лет) 248 были экономически активными, 64 — неактивными (показатель активности — 79,5 %, в 1999 году было 70,4 %). Из 248 активных жителей работали 232 человека (115 мужчин и 117 женщин), безработных было 16 (10 мужчин и 6 женщин). Среди 64 неактивных 27 человек были учениками или студентами, 19 — пенсионерами, 18 были неактивными по другим причинам.

## Достопримечательности
- Церковь Успения Пресвятой Богородицы (1893 год)[4]

## Фотогалерея

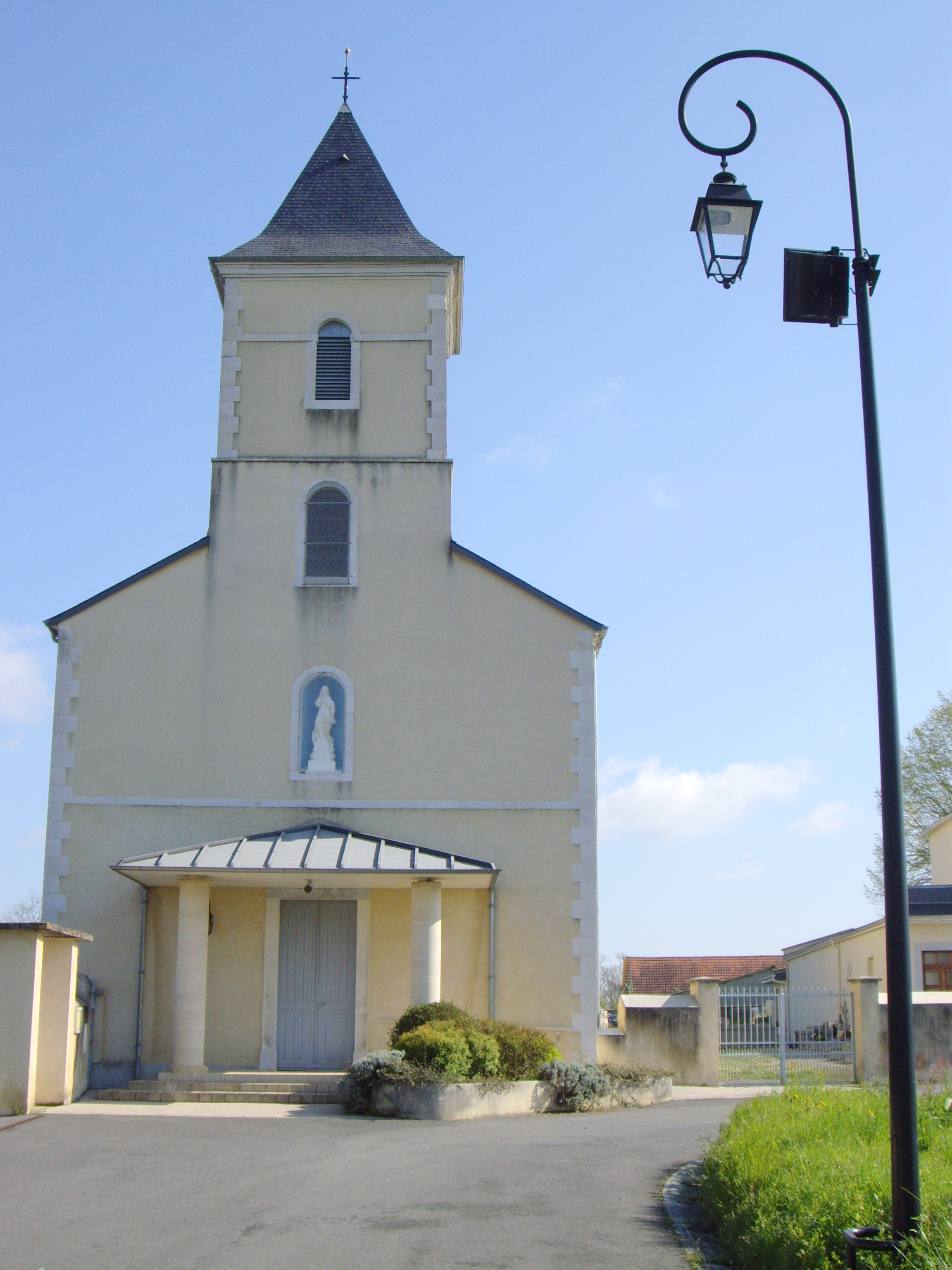
Церковь Успения Пресвятой Богородицы
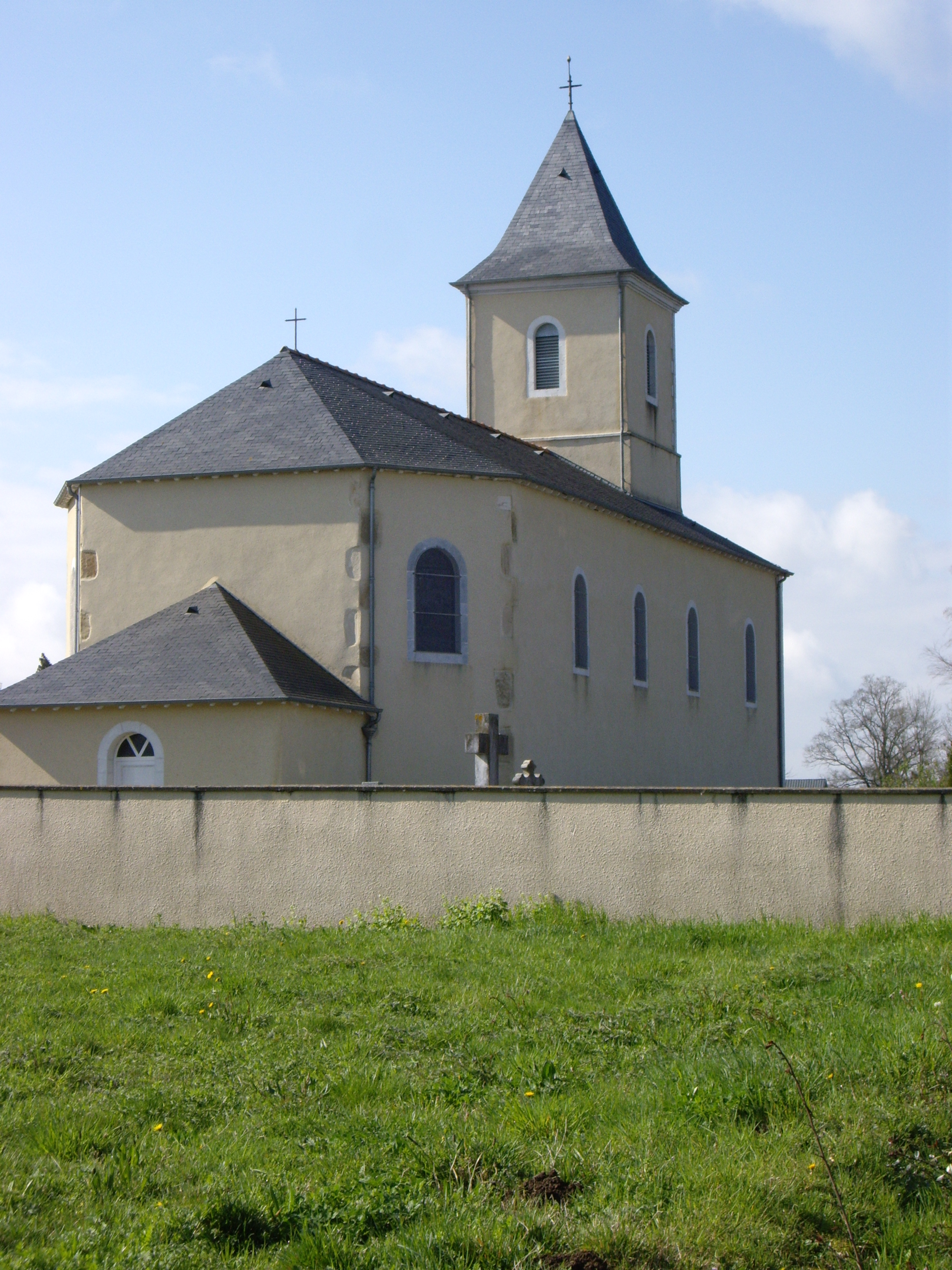
Церковь Успения Пресвятой Богородицы
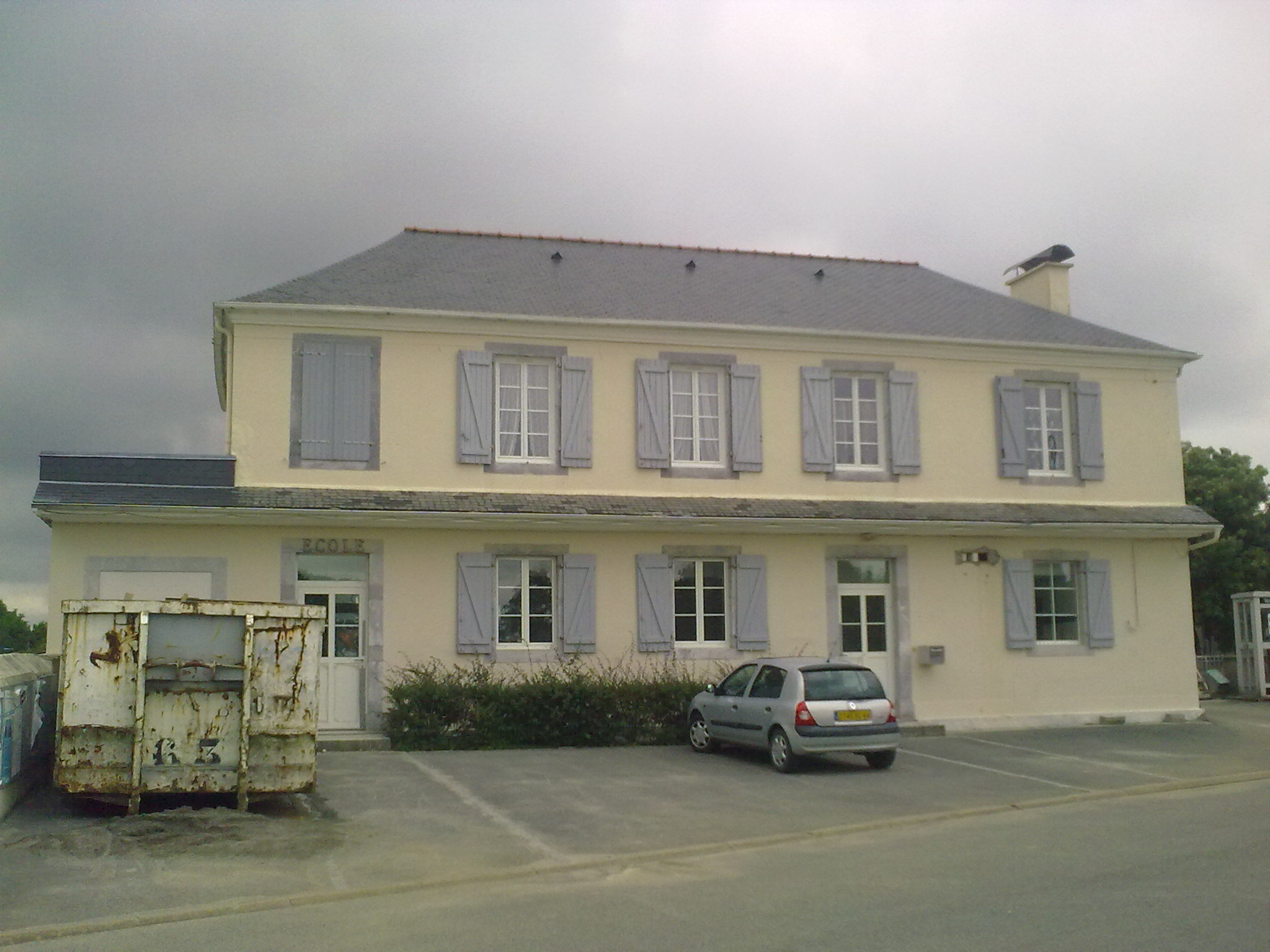
Школа
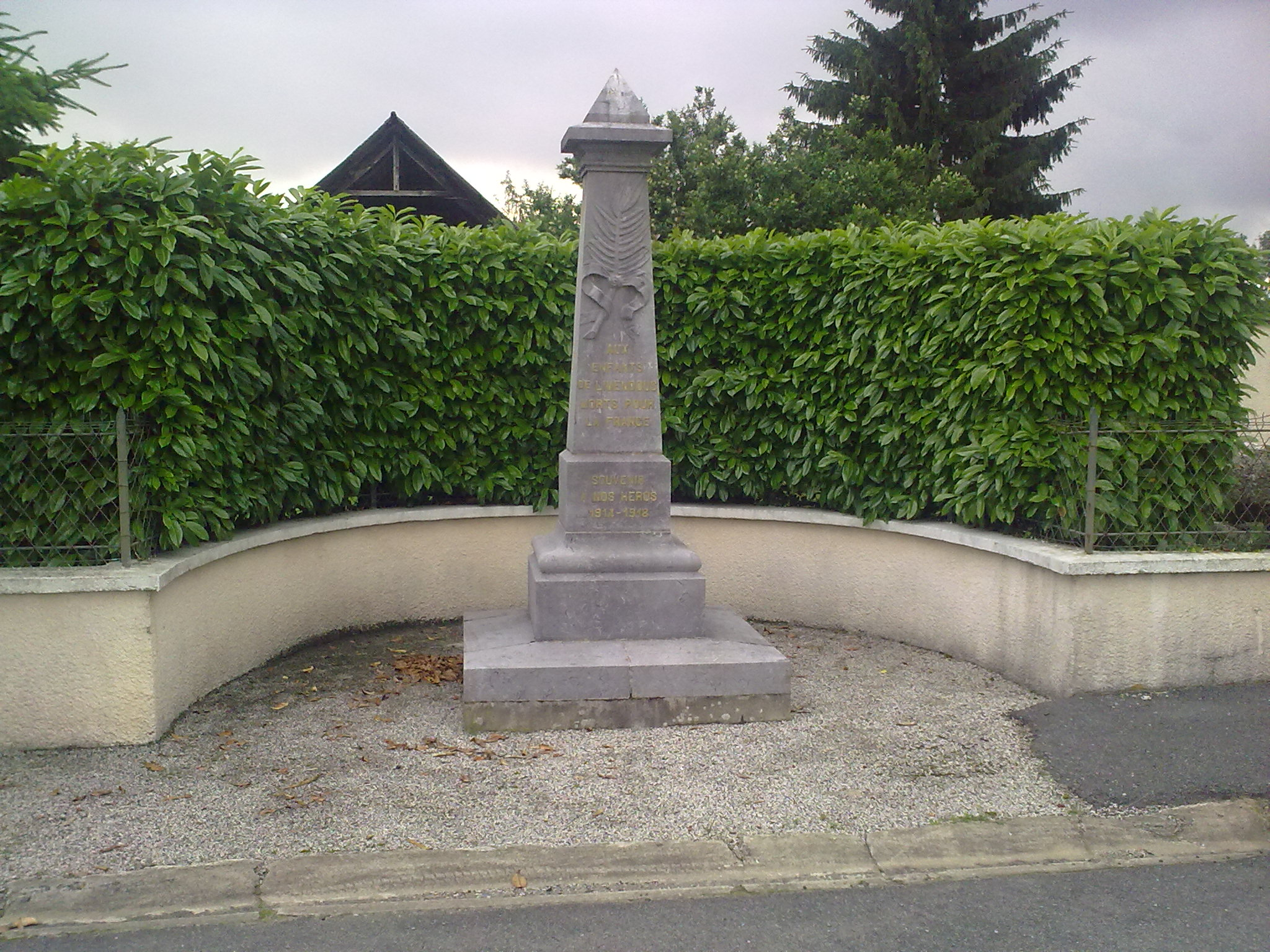
Военный мемориал